# 5540 Смирнова
5540 Смирнова (5540 Smirnova) — астероїд головного поясу, відкритий 30 серпня 1971 року.
Тіссеранів параметр щодо Юпітера — 3,342.